# Zé Raimundo
José Raimundo Fontes (Pojuca, 15 de abril de 1950), mais conhecido como Zé Raimundo, é um político brasileiro filiado ao Partido dos Trabalhadores. Foi prefeito e vice-prefeito de Vitória da Conquista, terceira maior cidade da Bahia e atualmente exerce o mandato de Deputado Estadual pela Bahia, pelo 5° mandato consecutivo.

## Controvérsias

### Cassação de Mandato
Em Novembro de 2006, durante seu exercício de prefeito de Vitória da Conquista teve seu mandato cassado pelo TRE-BA por abuso de poder econômico nas eleições municipais realizadas em 2004, por realizar obras eleitoreiras, a ação partiu do candidato Coriolano Sales (PFL), candidato que ficou em segundo lugar no pleito municipal, a decisão do magistrado coube recurso por parte dos dois candidatos, Zé Raimundo e seu vice Gilzete Moreira foram afastados imediatamente de seus cargos, até que um novo pleito fosse realizado. Lúcia Rocha (PFL), então presidente da câmara municipal assumiria o cargo na vacância do titular e de seu vice, porém pediu afastamento do mandato de vereadora por denúncias de corrupção em seu mandato, Alexandre Pereira, vice-presidente e correligionário de Zé assumiu o mandato.
Após 4 dias afastado da prefeitura, Zé Raimundo e Gilzete retornaram ao paço por meio de liminar concedida pelo TSE.

## Mandatos Eletivos
- Vice-prefeito de Vitória da Conquista pelo PT (2001-2002);
- Prefeito de Vitória da Conquista pelo PT (2002-2008);
- Deputado estadual pelo PT (2011-2015);
- Deputado estadual pelo PT (2015-2019);
- Deputado estadual pelo PT (2019-2023);
- Deputado estadual pelo PT (2023-2027)

## Desempenho Eleitoral
| Ano  | Eleição                           | Cargo             | Partido                                                                                                 | Partido | Coligação                       | Vice/Titular                    | Votos  | Votos  | Votos  | Votos         | Resultado    | Ref |
| Ano  | Eleição                           | Cargo             | Partido                                                                                                 | Partido | Coligação                       | Vice/Titular                    | T.     | Total  | %      | P.            | Resultado    | Ref |
| ---- | --------------------------------- | ----------------- | --- | ------- | ------------------------------- | ------------------------------- | ------ | ------ | ------ | ------------- | ------------ | --- |
| 1992 | Municipal de Vitória da Conquista | Vice-Prefeito     | | PT      | PV, PT, PCdoB                   | Titular: Guilherme Menezes (PV) | 1°     | 13.883 | 19,29% | 3°            | Não Eleito   |     |
| 2000 | Municipal de Vitória da Conquista | Vice-Prefeito     | PT, PCdoB, PSB, PV, PAN                                                                                 | PT      | Titular: Guilherme Menezes (PT) | 1°                              | 67.903 | 60,82% | 1°     | Eleito        |              |     |
| 2004 | Municipal de Vitória da Conquista | Prefeito          | PT, PSB, PCdoB, PV, PAN , PRP                                                                           | PT      | Vice: Gilzete Moreira (PSB)     | 1°                              | 70.759 | 55,24% | 1°     | Eleito        | [ 2 ]        |     |
| 2010 | Estadual da Bahia                 | Deputado Estadual | Pra Frente Bahia (PRB, PP, PDT, PT)                                                                     | PT      | -                               | 1°                              | 70.322 | 1,04%  | 8°     | Eleito        | [ 7 ]        |     |
| 2014 | Estadual da Bahia                 | Deputado Estadual | Pra Bahia Avançar Mais (PCdoB, PT, PR, PTB, PDT, PP, PSD)                                               | PT      | -                               | 1°                              | 84.969 | 1,24%  | 8°     | Eleito        | [ 8 ]        |     |
| 2016 | Municipal de Vitória da Conquista | Prefeito          | Conquista quer mais (PT, PSD, PP, PSL, PR)                                                              | PT      | Vice: Sidélia Porto (PSD)       | 1°                              | 51.989 | 31,69% | 2°     | Segundo Turno | [ 9 ] [ 10 ] |     |
| 2016 | Municipal de Vitória da Conquista | Prefeito          | Conquista quer mais (PT, PSD, PP, PSL, PR)                                                              | PT      | Vice: Sidélia Porto (PSD)       | 2°                              | 70.513 | 42,42% | 2°     | Não Eleito    | [ 9 ] [ 10 ] |     |
| 2018 | Estadual da Bahia                 | Deputado Estadual | Mais Trabalho Por Toda Bahia (PT, PP, PSD, PDT, PSB, PCdoB, PR, PRP, PMB, PODE, AVANTE, PMN, PROS, PTC) | PT      | -                               | 1°                              | 94.014 | 1,35%  | 4°     | Eleito        | [ 11 ]       |     |
| 2020 | Municipal de Vitória da Conquista | Prefeito          | A Conquista do futuro (PT, PCdoB, PSB, PL, PDT)                                                         | PT      | Vice: Luciana Santos (PCdoB)    | 1°                              | 81.721 | 47,63% | 1°     | Segundo Turno | [ 12 ]       |     |
| 2020 | Municipal de Vitória da Conquista | Prefeito          | A Conquista do futuro (PT, PCdoB, PSB, PL, PDT)                                                         | PT      | Vice: Luciana Santos (PCdoB)    | 2°                              | 82.942 | 46,00% | 2°     | Não Eleito    | [ 12 ]       |     |
| 2022 | Estadual da Bahia                 | Deputado Estadual | Fe.Brasil (PT, PCdoB, PV)                                                                               | PT      | -                               | 1°                              | 87.695 | 1,10%  | 9°     | Eleito        | [ 13 ]       |     |